# Николай Николаев (политик)
Вижте пояснителната страница за други личности с името Николай Николаев.
Николай Петров Николаев е български офицер, юрист и политик. Дългогодишен преподавател по право във Военната академия, той участва във второто правителство на Георги Кьосеиванов (1936 – 1938). Народен представител е в XXV обикновено народно събрание (1940 – 1944). Николаев е зет на политика Теодор Теодоров.

## Биография
Николай Николаев е роден в Шумен на 28 януари 1887 година. Завършва Военното на Негово Княжеско Височество училище в София (1906) и Военно-юридическа академия в Русия (1910). Офицер от кавалерията, служи в 10-и конен полк, той участва в Балканските войни като командир на ескадрон, а в Първата световна война като военен съдия в 1-ва конна дивизия, като председател на 2-ри жандармерийски военно-полеви съд. През 1919 година става член на Военния съюз и на масонската ложа „Заря“. През 1920 напуска армията с чин подполковник.
Николаев завършва политически и стопански науки в Париж (1924). След завръщането си се присъединява към Демократическия сговор и работи в министерството на външните работи. До 1932 година е директор на официалното издание на министерството „Бюлгари“. От 1925 до 1935 е преподавател по право във Военното училище и Военната академия.
През 1935 става главен секретар на външното министерство и ръководи българската делегация на Международната конференция на Обществото на народите в Монтрьо (1936). Той участва в 54-тото правителство на България като министър на просветата и на вътрешните работи (1936 – 1938). През януари 1938 г. е заменен на министерския пост от Георги Манев.
Като народен представител в XXV народно събрание през 1943 г. той се подписва под инициираното от Димитър Пешев писмо до министър-председателя Богдан Филов против депортирането на българските евреи.
През 1944 г. Николай Николаев е посланик в Швеция, където остава след Деветосептемврийския преврат. Осъден е задочно на смърт от т. нар. „народен съд“, след което външният министър Петко Стайнов му изпраща официално нареждане да се върне в България, за да бъде изпълнена присъдата. Остава в Швеция, където получава политическо убежище.
През 1949 година прави неуспешни опити да замине за Съединените щати, където иска да работи в организация за подпомагане на бежанците. На 12 септември 1949 година е сред основателите на емигрантската организация Съюз на свободните българи, оглавена от Йордан Пеев. През октомври 1951 година се премества в Упсала, където остава да преподава до края на живота си.
Умира на 21 юли 1960 година в Упсала или Стокхолм, Швеция.

## Памет
На доктор Николай П. Николаев е наречена улица в квартал „Младост 3“ в София (Карта).

## Военни звания
- Подпоручик (19 септември 1906)
- Поручик (22 септември 1909)
- Капитан (5 август 1913)
- Майор (14 октомври 1917)
- Подполковник (28 август 1920)